# کورد کانال
کورد کانال یک شبکۀ تلویزیونی ماهواره‌ای است که توسط حزب دموکرات کردستان ایران اداره می‌شود. این تلویزیون در سال ٢٠٠٧ پخش برنامه‌های خود را از اروپا آغاز و کل مناطق ایران و بخش‌های جداگانۀ کردستان را تحت پوشش قرار داد. کورد کانال برنامه‌های خود را به زبان‌های کردی و فارسی پخش می‌کند. 
کورد کانال در سال ٢٠٠٧ میلادی به عنوان شبکۀ تلویزیونی حزب دموکرات کردستان (حدک) تأسیس شد، اما پس از وحدت مجدد حزب دموکرات کردستان (حدک) و حزب دموکرات کردستان ایران (حدکا) در ۲۱ اوت ۲۰۲۲ (۳۱ مرداد ١۴٠١) و ادغام مجدد فعالیت‌های دو حزب، تلویزیون کورد کانال نیز به‌عنوان تلویزیون رسمی حزب دموکرات کردستان ایران در نظر گرفته‌شد و به فعالیت‌های خود تدوام بخشید. 
کورد کانال گزارشگرانی در بسیاری از کشورها از جمله در ایران (به‌صورت مخفیانه)، عراق، اروپا و آمریکا دارد که گزارش‌های خود را در خصوص مسائل سیاسی، ملی، فرهنگی، اجتماعی، اقتصادی، حقوق بشر به‌طور عام، حقوق ملیت‌های ایران و ترویج دموکراسی در ایران و سایر مناطق کردستان تهیه می‌کنند.

## فرکانس
کورد کانال در حال حاضر برنامه‌های خود را بر روی ماهوارهٔ یاه‌ست بر روی فرکانس‌های زیر پخش می‌کند:
- فرکانس ۱۲۵۹۴، سیمبل ریت ۲۷۵۰۰، پولاریزاسیون عمودی.